# O zi la București
O zi la București, menționat pe generic O zi în București, este un film românesc din 1987 regizat de Ion Popescu Gopo. Rolurile principale au fost interpretate de actorii Cesonia Postelnicu, Ovidiu Bădilă, Anca Sigartău.

## Distribuție
Distribuția filmului este alcătuită din:
- Cesonia Postelnicu — Anita, ghidă la Muzeul de Istorie și Arheologie din Tulcea
- Ovidiu Bădilă — Mihai Popescu, iubitul Anitei, contrabasist
- Anca Sigartău — Daniela, ghidă la Muzeul de Istorie din București
- Anda Călugăreanu — Margareta, mama Anitei, poștăriță
- Iurie Darie — tatăl Anitei, instructor artistic la Palatul Pionierilor
- Adrian Daminescu — inginerul, soțul reporteriței
- Simona Negrea — Carmen, reporteriță la Radio România
- Ioana Radu — Ioana Radu, cântăreață pensionară
- Gică Petrescu — cântărețul de muzică de petrecere
- Angela Similea — cântăreața din metrou
- Nicu Alifantis — cântărețul de muzică folk
- Horia Moculescu — destinatarul unei scrisori
- Anamaria Moculescu — destinatara unei scrisori
- Dem Rădulescu — muzeograf restaurator la Muzeul de Istorie și Arheologie din Tulcea
- Jorj Voicu — turistul clujean de la București
- Rodica Popescu Bitănescu — turista clujeancă de la București (menționată Rodica Bitănescu)
- Horațiu Mălăele — opticianul distrat din Tulcea (menționat Horațiu Mălăiele)
- Mihai Gruia Sandu — operatorul de film din anii 1930 (menționat Sandu Gruia)
- Ștefan Niculescu-Cadet — pasagerul bătrân din tren (menționat Niculescu Cadet)
- Medeea Marinescu — sora mai mică a Anitei (nemenționată)
- Marius Bodochi — poștaș (nemenționat)
- Dumitru Capoianu — turistul străin de la Curtea Veche (nemenționat)
- Ion Popescu Gopo — scenaristul (nemenționat)

## Primire
Filmul a fost vizionat de 1.375.049 de spectatori în cinematografele din România, după cum atestă o situație a numărului de spectatori înregistrat de filmele românești de la data premierei și până la data de 31 decembrie 2014 alcătuită de Centrul Național al Cinematografiei.